# Efficacia aziendale
L'efficacia in ambito aziendale è la caratteristica di un intervento messo in atto da un operatore interno all'azienda stessa di raggiungere l'obiettivo specifico che si riproponeva con tale intervento. In base a tale interpretazione la nozione di efficacia non si applica solo ai vertici aziendali o ai responsabili di sezioni di essa, ma anche ai dipendenti nei vari livelli della struttura organizzativa di un'organizzazione aziendale.

## Efficacia ed efficienza
Si distingue dall'efficienza tecnico-operativa che tiene conto anche delle risorse richieste per la realizzazione dell'intervento.
Ad esempio  si parla di efficacia di un'operazione di marketing se questa riesce a raggiungere come risultato un aumento delle vendite, indipendentemente da una misurazione quantitativa di tale risultato.
Ha senso quindi parlare genericamente di efficacia in ambito aziendale in quanto non esiste una valutazione oggettiva in questo ambito, essendo le variabili in gioco così numerose da rendere impossibile un giudizio assoluto ma solo un monitoraggio svolto dall'imprenditore o delegato da questo alla funzione aziendale che nelle aziende di maggiori dimensioni è realizzata dal controllo di gestione nella persona del controller. Ogni azienda infatti rappresenta un caso a sé stante, difficilmente confrontabile con le altre aziende anche dello stesso settore.
Da un certo punto di vista si può dire allora che ogni azienda per il fatto stesso di esistere e avere un gruppo di consumatori di riferimento a cui si rivolge, ricevendone in cambio soddisfazione per il servizio o prodotto offerto, esprime la sua efficacia che deve essere fatta risalire in ultima analisi all'idea imprenditoriale di partenza che l'ha fatta nascere. Dopodiché ogni azienda per continuare ad esistere deve essere in grado di gestire oculatamente questa sua originaria efficacia puntando su una strategia vincente, quale potrebbe essere ad esempio quella di perseguire una qualche economia di scala migliorando così l'efficienza per abbassare i prezzi o aumentare i servizi accessori offerti.